# Wendzki sznyt
Wendzki sznyt – piąty album zespołu folkrockowego Żywiołak, wydany 8 lutego 2019 w muzyce przez Karrot Kommando (nr kat. KK127). Płyta uzyskała nominację do Fryderyka 2020 w kategorii «Album Roku Muzyka Świata».

## Lista utworów
| Nr  | Tytuł utworu          | Długość |
| --- | --------------------- | ------- |
| 1.  | „Christiana mare”     | 3:52    |
| 2.  | „Morski król”         | 6:49    |
| 3.  | „We cnocie”           | 4:10    |
| 4.  | „Owczarkinowje”       | 2:18    |
| 5.  | „Dziadyga”            | 5:09    |
| 6.  | „Oj ty kanio”         | 0:37    |
| 7.  | „Dzień ósmy”          | 5:35    |
| 8.  | „Boga nie znawszy”    | 3:50    |
| 9.  | „Klątwa Wendów”       | 4:37    |
| 10. | „Cicha”               | 6:28    |
| 11. | „Anomalia kaszubskie” | 1:41    |
| 12. | „Kościsko”            | 4:42    |
| 13. | „Wendzki sznyt”       | 4:38    |
|     |                       | 54:26   |